# 안토니오 라치
안토니오 라치(Antonio Razzi, 1948년 2월 22일 ~ )는 이탈리아의 정치인으로, 중도우파 정당인 전진이탈리아 소속의 이탈리아 상원의 전 의원이다.
라치는 2011년 야당인 이탈리아 가치당을 떠나 실비오 베를루스코니총리의 정부를 지지하면서 상당한 유명세를 얻었다. 또한 그는 김정은의 조선민주주의인민공화국과 바샤르 알아사드의 시리아에 대한 논란이 많은 입장으로도 알려져 있다.

## 생애
안토니오 라치는 1948년 아브루초의 키에티 근처에서 태어났지만, 1960년대에 스위스의 에멘으로 이주하여 섬유 노동자로 일했다.
2006년에는 전 판사 안토니오 디 피에트로가 이끄는 중도 포퓰리즘 정당인 이탈리아 가치당 소속으로 하원에 선출되었다. 2008년에 열린 조기 총선에서 재선되었다.
2011년 라치는 이탈리아 의회에서 가장 반베를루스코니적인 정당이었던 이탈리아 가치당을 떠나 실비오 베를루스코니의 정부를 지지하는 중도우파 의원 그룹인 인민과 영토(People and Territory)에 합류했다.
2013년에는 자유민중당 소속으로 이탈리아 상원에 선출되었다.
2018년 1월 23일, 베를루스코니의 새로운 정당인 전진이탈리아는 3월 총선에 그의 후보를 재지명하지 않기로 결정했다. 라치는 이 결정에 대해 베를루스코니가 아닌 그의 인기를 질투하는 전진이탈리아의 다른 주요 구성원들이 결정한 것이라고 비판했다.

## 논란

### 조선민주주의인민공화국
안토니오 라치는 조선민주주의인민공화국에 대한 발언으로 이탈리아에서 상당한 유명세를 얻었다. 그는 최고 지도자 김정은이 온건한 정치인이며, 그의 유일한 목표는 그 나라에 민주주의를 가져오는 것이라고 자주 주장했다. 또한 그는 항상 조선민주주의인민공화국을 스위스에 비유했다.
라치 상원의원은 조선민주주의인민공화국에 강제 수용소가 존재한다는 것을 부인했으며, 사실 그것들은 단지 거대한 토마토 온실일 뿐이라고 주장했다.
인터뷰에서 그는 김정은과 그의 장군들이 대한민국이나 미국을 공격할 의도가 없는 "훌륭한 사람들"이며, 그들의 핵무기는 단지 방어적 목적을 가지고 있다고 덧붙였다.

### 시리아
라치는 2017년에 다마스쿠스를 방문하여 시리아 대통령 바샤르 알아사드를 만났다. 그는 알아사드가 독재자가 아니라 민주적인 지도자이며 시리아 국민을 죽인 적이 없고 오직 테러리스트만 죽였다고 주장했다. 라치는 베를루스코니에 대해 이야기하는 동안 알아사드가 그가 훌륭한 지도자였고, 블라디미르 푸틴과 무아마르 알 카다피와 함께 세상을 더 나은 방향으로 바꾸고 있었다고 말했다고 덧붙였다.

### 아제르바이잔
바쿠에서 열린 기자회견에서 라치는 "아제르바이잔은 2018년 아제르바이잔 대통령 선거에 대한 흠잡을 데 없는 수준의 준비를 보여주었으며, 이는 많은 국가에 모범이 될 수 있다"고 밝혔다. 그는 이탈리아 관찰자들이 대통령 선거에서 어떤 위반도 관찰하지 않았으며, 오히려 전문적으로 조직된 선거를 목격했다고 언급했다. 라치는 또한 "우리는 미국 AJF & Associates Inc.와 공동으로 준비한 시민 노동권 보호 연맹으로부터 일함 알리예프가 선거에서 대다수의 표를 얻었다는 정보를 받았다. 선거 과정은 민주적이고 투명했다. 지문 스캔은 매우 혁신적인 시스템이며, 나는 이전에 경험한 적이 없다. 나는 아제르바이잔의 지속적인 번영을 기원한다"고 말했다.

## 기타 활동
라치는 조선민주주의인민공화국 축구 선수 한광성을 이탈리아로 데려오는 데 핵심적인 역할을 했다.

## 수상 및 명예
5등급 / 기사: 이탈리아 공화국 공로훈장 기사: 1994년